# Раскаявшийся (фильм, 2010)
«Раска́явшийся» (фр. «Le Repenti») — французская двухсерийная криминальная драма 2010 года Оливье Гиньяра.

## Сюжет
Действие картины происходит в порту Дюнкерка. Алексис Марсо (Жан-Батист Пюэ) и его лучший друг Виктор Фонтанель (Орельен Рекуан) управляют частью портовых терминалов. Формально их компания занимается транзитом контейнеров и других грузов. Но в реальности создана криминальная схема, позволяющая заниматься контрабандой и финансовыми махинациями. Причём докеры держаться под жёстким контролем. Всё это приносит партнёрам огромные прибыли. 
Однако на каком-то этапе Алексис решает порвать с криминальным прошлым. Он идёт на контакт с полицией и даёт показания на лучшего друга. Алексису обещана государственная защита. Его курирует судья Дельфина Барон (Элизабет Витали), которая готова бороться с преступностью даже сомнительными методами. Алексис же, понимая, какая опасность угрожает его семье, озадачен в первую очередь судьбой жену Анны (Наташа Ленденжер) и их сына Жерома (Сванн Арло). После завершения разоблачения Алексис планирует уехать подальше от Дюнкерка и начать новую жизнь. Однако Виктор узнал о предательстве друга и пришёл в бешенство. Алексис разоблачён. На него организовано покушение. Алексис получает пулю в живот, а затем его обливают бензином, поджигают и оставляют умирать в мучениях. 
Каким-то чудом Алексис остаётся в живых. Но врачи не просто спасают его от смерти, но и делают ему несколько пластических операций. Теперь у него совершенно другое лицо. Полиция помогает ему получить документы на имя Матиаса Леблана (Брюно Дебран). 
Через шесть лет полиция находит Леблана и просит продолжить сотрудничество. Требуется вернуться в порт Дюнкерка, устроится там на работу и найти компромат на Виктора. В обмен Леблану обещают приличную сумму денег. Он соглашается. 
За прошедшие годы бизнес Виктора вырос. Он значительно расширил сферу своего влияния в порту. Он нашёл инвестора в лице русского бизнесмена Александра Вандернева (Антон Яковлев), которого не смущают криминальные методы ведения дел. Теперь Виктор намерен подмять под себя все терминалы порта.
Благодаря новому лицу Леблан не внушает подозрений прежним коллегам в порту. А благодаря своим хорошим знаниям специфики работы в терминалах, он быстро делает карьеру. Виктор очень доволен способностями Леблана и быстро продвигает его в иерархии портовой мафии. Однако дело осложнено тем, что теперь Анна стала женой Виктора. А Жером охотно идёт по стопам отчима, быстро превращаясь в настоящего бандита. 

## Актёры
- Брюно Дебран[фр.] — Матиас Леблан
- Орельен Рекуан[фр.] — Виктор Фонтанель
- Наташа Ленденжер[фр.] — Анна, бывшая жена Матиаса, а затем супруга Виктора
- Сванн Арло — Жером, сын Матиаса, пасынок Виктора

## Восприятие
Критик крупнейшей французской газеты Le Monde в общем положительно оценила фильм. Она отмечала, что истории человека, возвращающегося на место своего «преступления», уже было бы достаточно для саспенса. Но авторы фильма не ограничились этим, глубоко заглянув в корни семейной трагедии.